# Pambolus gracilis
Pambolus gracilis är en stekelart som beskrevs av Sergey A. Belokobylskij 1992. Pambolus gracilis ingår i släktet Pambolus och familjen bracksteklar. Inga underarter finns listade i Catalogue of Life.